# Rossignol
Rossignol (Gaumais: Loch'nó) is een dorp in de Belgische provincie Luxemburg en een deelgemeente van Tintigny. Het dorp ligt in het arrondissement Virton in de Gaume en was tot 1 januari 1977 een zelfstandige gemeente.
De plaats ligt op het kruispunt van de N801 tussen Tintigny en Neufchâteau en de N891 van Jamoigne naar Habay-la-Neuve.

## Geschiedenis
Op 22 augustus 1914 werd er in het dorp hevig strijd geleverd waarbij 7.000 Franse en 800 Duitse militairen sneuvelden. Een van de Franse gesneuvelden was de schrijver Ernest Psichari die in het dorp begraven ligt. 
Te Rossignol werden tijdens de Eerste Wereldoorlog 121 burgers op bevel van een Duitse generaal weggevoerd en te Aarlen gefusilleerd. Hun stoffelijke overschotten werden na afloop van de oorlog gerepatrieerd naar Rossignol.

## Demografische ontwikkeling
- Bronnen:NIS, Opm:1831 tot en met 1970=volkstellingen

## Bezienswaardigheden
- De Cimetière de l'Orée de la Forêt en de Cimetière du Plateau, twee militaire begraafplaatsen met Franse gesneuvelden uit de Eerste Wereldoorlog
- Monument ter nagedachtenis aan de 121 burgers die op bevel van een Duitse generaal uit Rossignol weggevoerd en te Aarlen gefusilleerd werden.
- De Église Saint-Nicolas uit 1846

## Evenementen
- Gaume Jazz Festival: sinds 1985 jaarlijks jazz muziek festival,

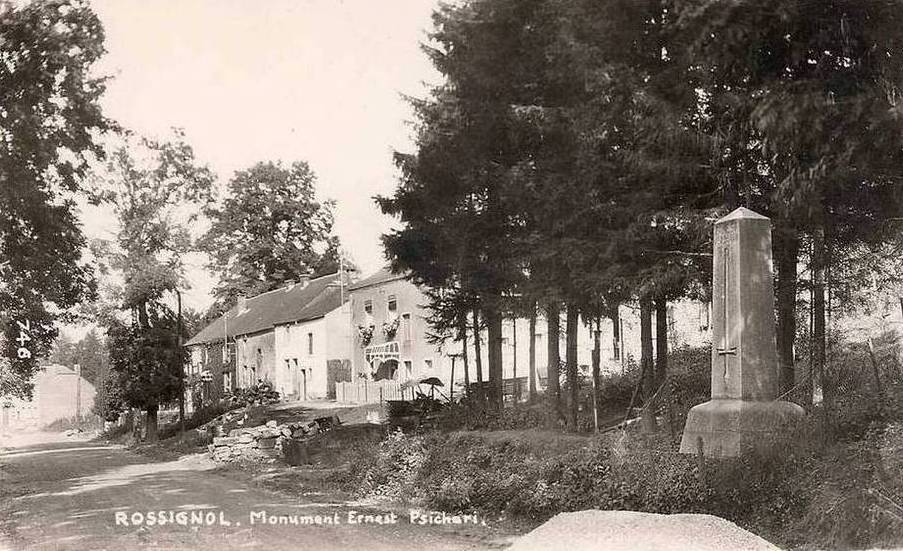
Monument van de hier gesneuvelde Franse schrijver Ernest Psichari

Deelgemeenten: Bellefontaine · Rossignol · Saint-Vincent · Tintigny

Overige dorpen: Ansart · Breuvanne · Han · Lahage · Poncelle

Belgische gemeenten · Arrondissement Virton · Luxemburg · Wallonië